# Scleria georgiana
Scleria georgiana är en halvgräsart som beskrevs av Earl Lemley Core. Scleria georgiana ingår i släktet Scleria och familjen halvgräs. Inga underarter finns listade i Catalogue of Life.